# Leichtathletikgemeinschaft Passau

Das Logo der LG Passau

Die LG Passau ist eine bayerische Leichtathletikgemeinschaft in Passau, bestehend aus den Stammvereinen TV 1862 Passau und DJK Eintracht Passau.

## Geschichte
Mit dem Ziel, der stärkste Leichtathletikverein Niederbayerns zu werden, fusionierte am 7. März 1970 der TV 1862 Passau mit der DJK Eintracht Passau und der DJK Passau-West zur Leichtathletikgemeinschaft (LG) Passau, um zu verhindern, dass immer mehr erfolgreiche Passauer Leichtathleten zu größeren bayerischen Vereinen abwanderten. 
Am 7. März 1970 unterzeichneten Peter Farnholz (TV 1862 Passau), Lothar Wagner (DJK Eintracht Passau) und Norbert Vogl (DJK Passau-West) die Gründungsurkunde  für die erste Leichtathletikgemeinschaft in Niederbayern. Die DJK Passau-West schied mit Jahresbeginn 1985 mangels Athleten aus der Gemeinschaft aus. 

## Anlagen
Als Trainingsgelände stehen die Sportanlagen der beiden Stammvereine zur Verfügung: Die Jahnturnhalle des TV 1862 Passau in der Innstadt und das Trainingsgelände Oberhaus der DJK Eintracht Passau.

## Sportliche Erfolge
Mit der ebenfalls 1970 neu gegründeten Leichtathletikabteilung des 1. FC Passau, aus der 2019 der LAC Passau hervorging, ist eine starke innerstädtische Konkurrenz vorhanden. Bei der LG Passau ist vor allem die Lang- und Mittelstreckenlaufabteilung, die von Günter Zahn trainiert wird, national erfolgreich. Unter anderem Athleten wie Martin Friedrich, Richard Friedrich, Stefan Hohberger, Florian Kapfer, Tobias Schreindl, Johannes Schuster, Julia Viellehner, Tina Fischl, Raphael Viellehner und Sebastian Weichelt dominierten die süddeutsche Läuferszene ab 2004.